# Kovddoskaisi
Kovddoskaisi (en sami del norte: Govddosgáisi) es la cuarta montaña más alta de Finlandia con una altitud de  1242 m (y una prominencia 440m). Muchos excursionistas consideran que es la cumbre más difícil de alcanzar en Finlandia, por su ubicación entre dos lagos en un valle y porque el camino posee un desnivel muy pronunciado (hasta 600 m en 5 km),  con un terreno áspero.